# Петунія
Пету́нія (Petunia) — (лат. Petunia від фр. petun — тютюн) — рід трав'янистих або напівчагарникових рослин, розміром може виростати від 10 сантиметрів до 1 метра. 
Петунії — це однорічні та багаторічні трави (більшість видів), а також кущі або півкущі.

## Опис

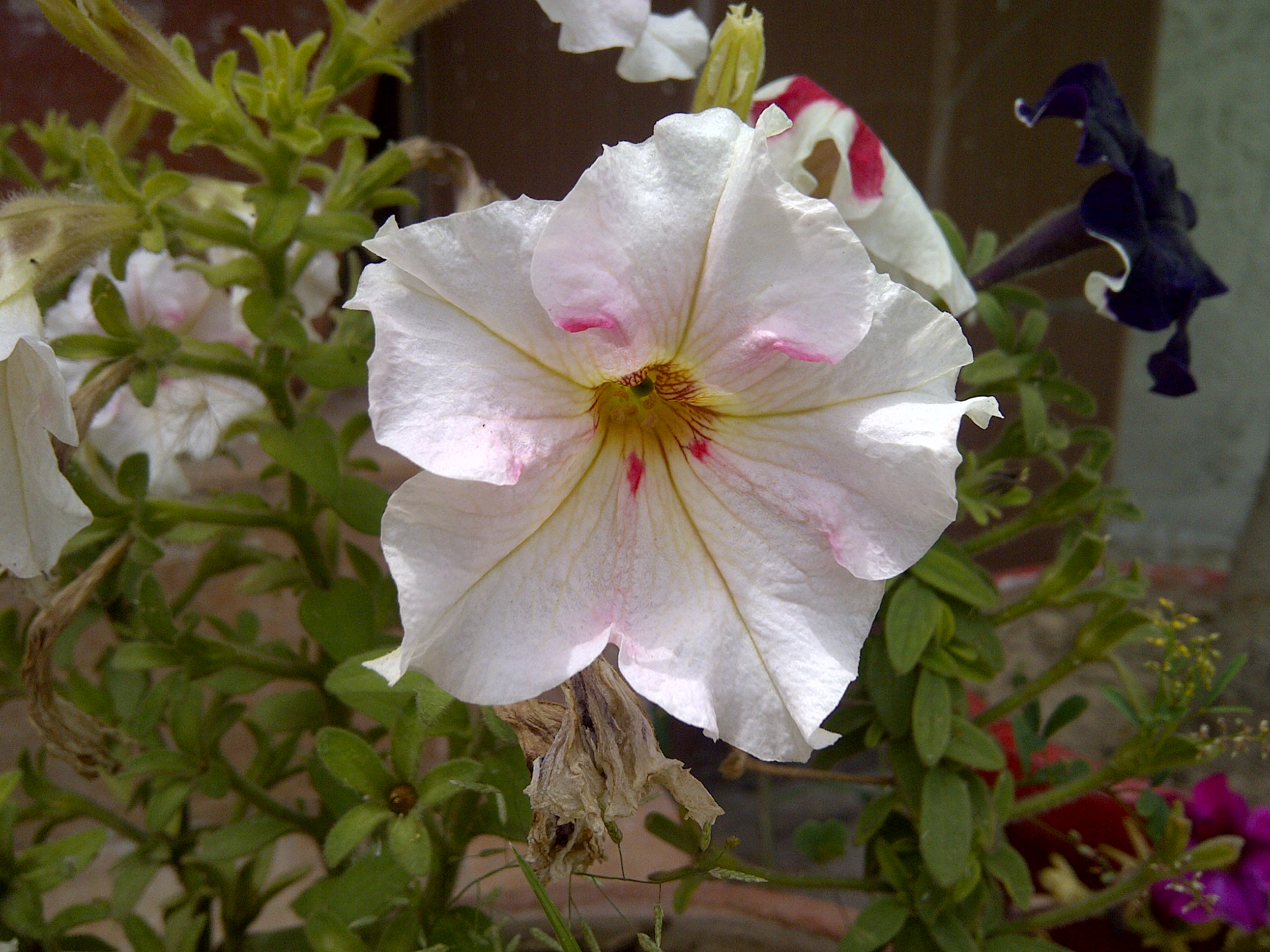
Петунія

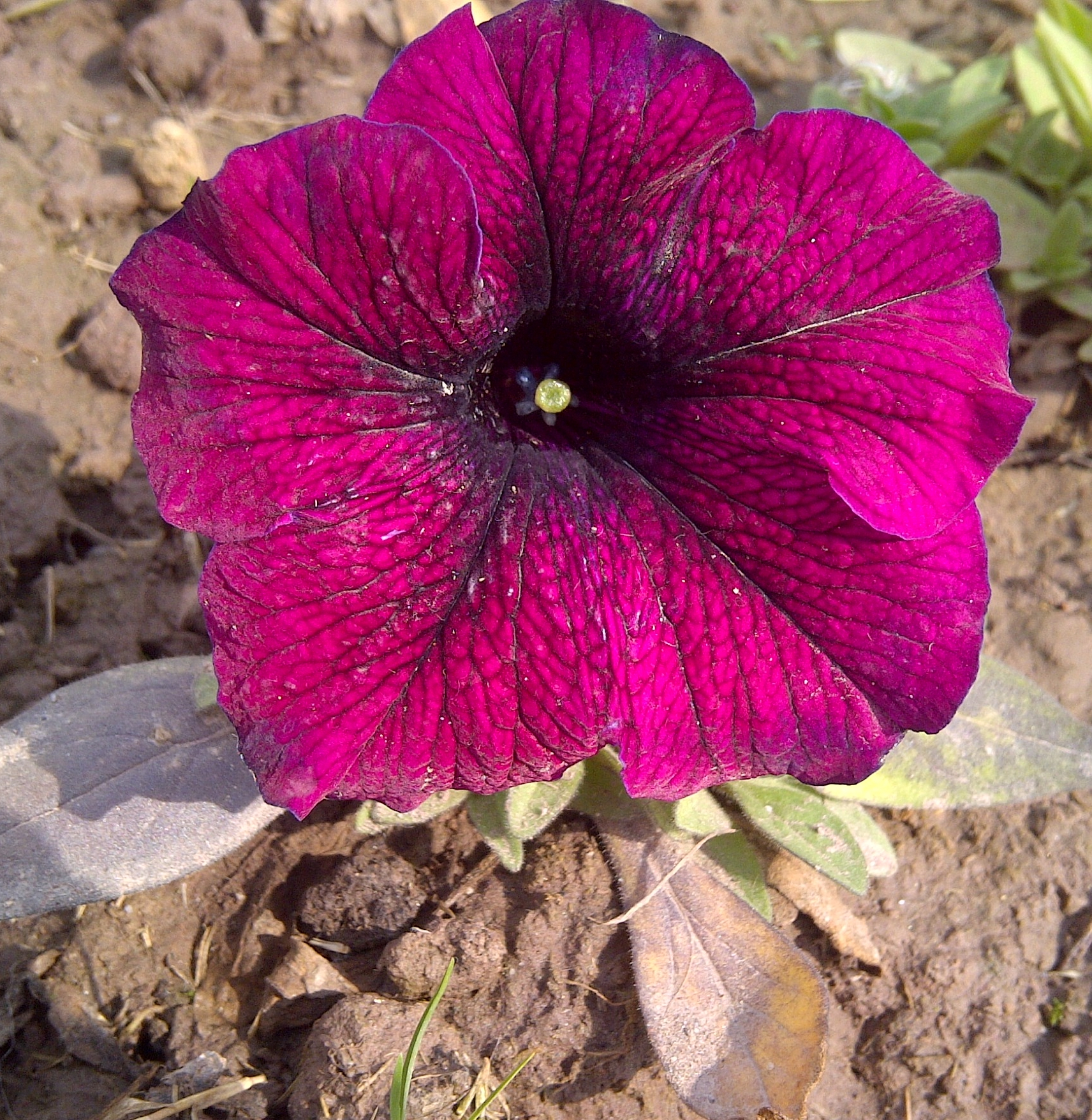
Петунія

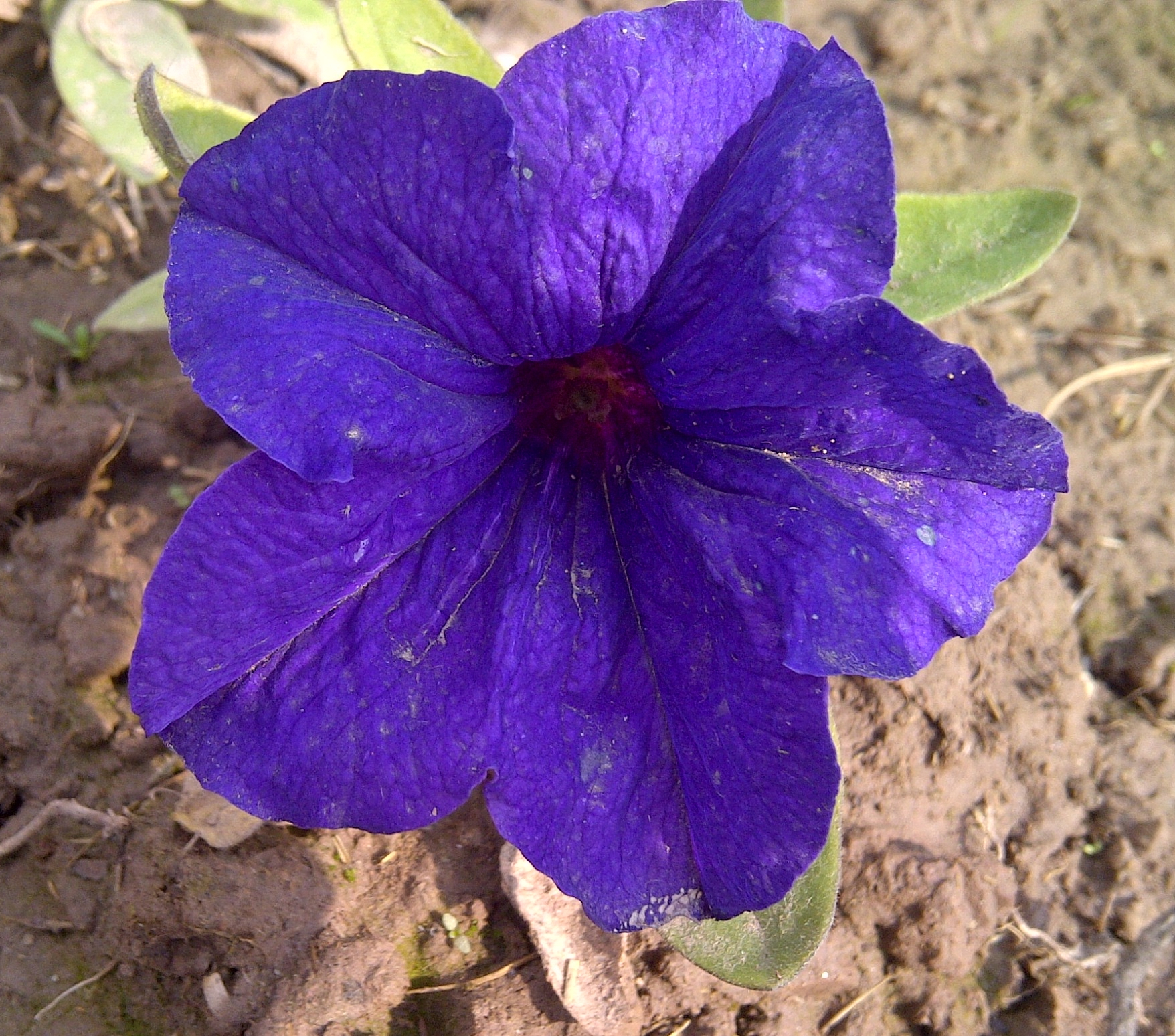
Петунія

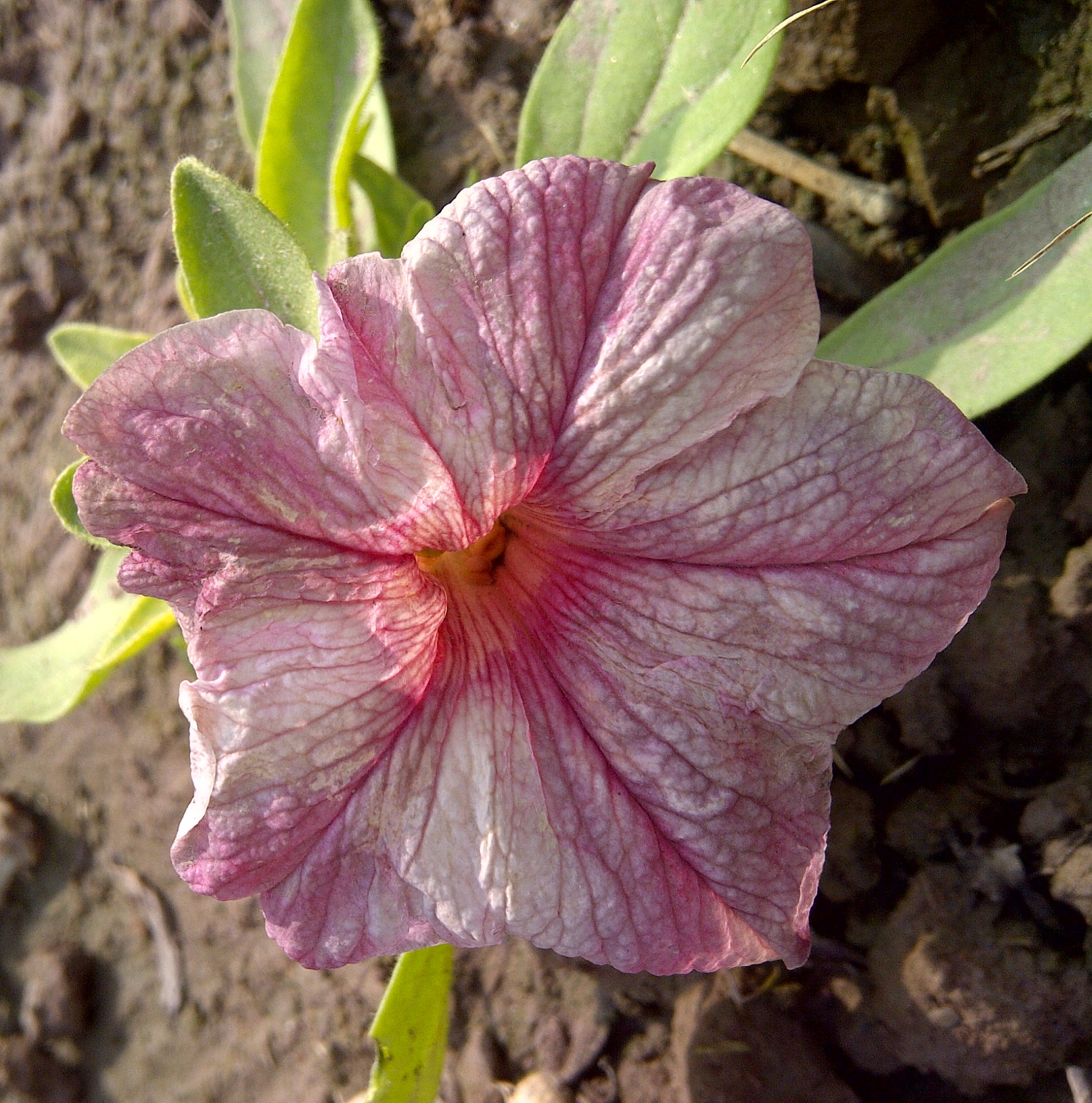
Петунія

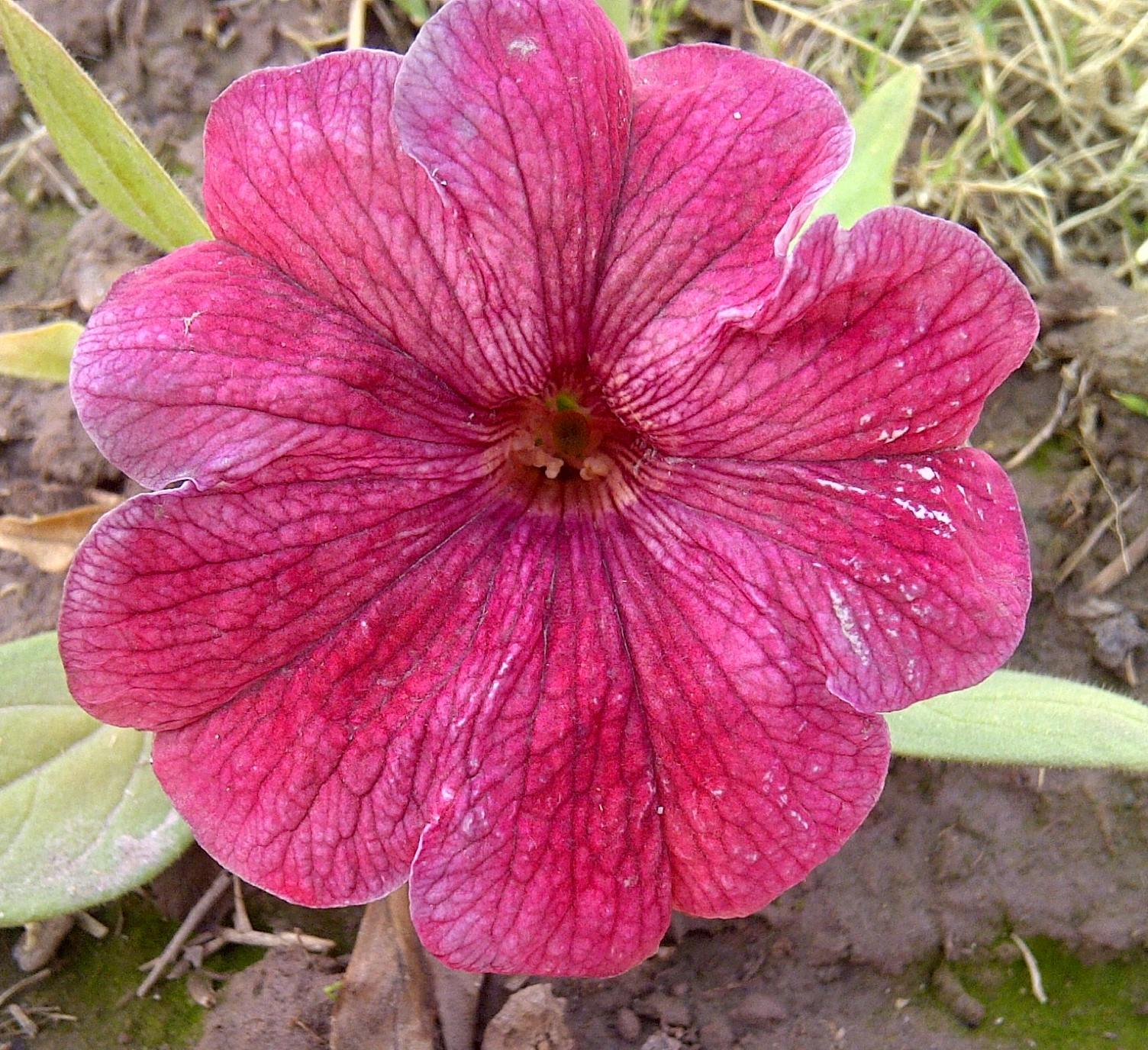
Петунія

Однорічна рослина. Широко використовується для оформлення клумб, рабаток, бордюрів, ваз, балконів, груп на газонах, посадок великими масивами. 
Стебло спочатку тонке прямостійне, а потім сланке, густогіллясте, довжиною 20-75 см, запушене.
Цвіте надзвичайно пишно і рясно від червня до пізньої осені.
Квітки петуній — поодинокі прості або махрові, 5-10 см у діаметрі, воронкоподібні, запашні, різного забарвлення, смугасті: від білого до темно-червоного та фіолетового.

## Поширення і види
За різними даними виділяють від 15 до 40 видів петуній.

## Застосування і розведення
Найширше застосування петунії знаходять як декоративні квіти — їх використовують в озелененні.
Розмноження переважно насінням. У домашніх умовах вирощування розсади петунії ускладнюється недостатнім освітленням, тому для посіву потрібно брати насіння з великим запасом. Чим раніш висіяти насіння, тим раніш заквітнуть рослини. Якщо є можливість дати сіянцям підсвічування, то можна сіяти вже в лютому. У звичайних умовах оптимально сіяти в другій половині березня. Важливим фактором також є ґрунт, у який вони будуть поміщені, і підтримка його оптимальної вологості. Для такого насіння потрібна пухка легка і живильна земля, яка легко всмоктує воду. Верхній шар товщиною близько 1 см бажано просіяти, щоб насіння рівномірно лягло на ґрунт. Насінини, змішані із сухим піском, висипають на добре пролитий водою за добу до посіву ґрунт. Потім оприскують, накривають склом і залишають при температурі 20 — 23 °С. Сходи з'являються через 7-10 днів і вимагають особливої уваги. Тепер їх потрібно обприскувати щодня і не менше двох разів у день (ранком і ввечері) перевертати скло. У цей момент сходам потрібна висока вологість, але надлишок вологи в ґрунті викликає їхню загибель від «чорної ніжки». Коли сходи підростуть і з'явиться перший лист, скло можна буде зняти. Якщо сходи починають гинути, їх потрібно присипати сухим піском, зменшити полив і швидше розпікувати. У квітні розсаду переносять у парники. Посадку в ґрунт на постійне місце роблять після закінчення весняних заморозків, витримуючи між рослинами відстань 30-40 см. У балконній шухляді, контейнері або вазі відстань можна зменшити до 15 — 20 см. Пересаджування переносять добре. Краще росте на сонячних ділянках.
Цвітіння петунії настає на 70-75 день після посіву, великі сорти квітів зацвітають на 10-15 днів пізніше. Сорти з махровими квітками при розмноженні насіннями дають тільки 40-50% махрових рослин, тому їх частіше розмножують живцями.
Широко використовується розведення в теплицях з подальшим продажем для висадки на квітники та у горщики та кашпо.

## Виноски
1. ↑  Мій розкішний сад. Facebook (укр.). Процитовано 7 травня 2021.